# Мерла (річка)
Ме́рла, або Мерло, Мерля — річка на Північному Сході України, в межах Богодухівського району Харківської області та Полтавського району Полтавської області. Ліва притока Ворскли (басейн Дніпра).

## Опис
Довжина річки 116 км, площа басейну 2030 км². Долина трапецієподібна, з високими, розчленованими правими схилами. Заплава на окремих ділянках заболочена. Річище у пониззі звивисте, розгалужене. Пересічна його ширина 5—8 м, найбільша 20—25 м (біля гирла). Глибина 0,5—1,5 м, на плесах до 3 м. Похил річки 0,8м/км. Середня багаторічна витрата води Мерли (м. Богодухів) становить 0,75 м³/с. Мінералізація води змінюється протягом року: весняна повінь — 715 мг/дм³; літньо-осіння межень — 781 мг/дм³; зимова межень — 817 мг/дм³. Споруджено декілька ставків (переважно у верхній течії), а також Забродівське водосховище.

## Розташування

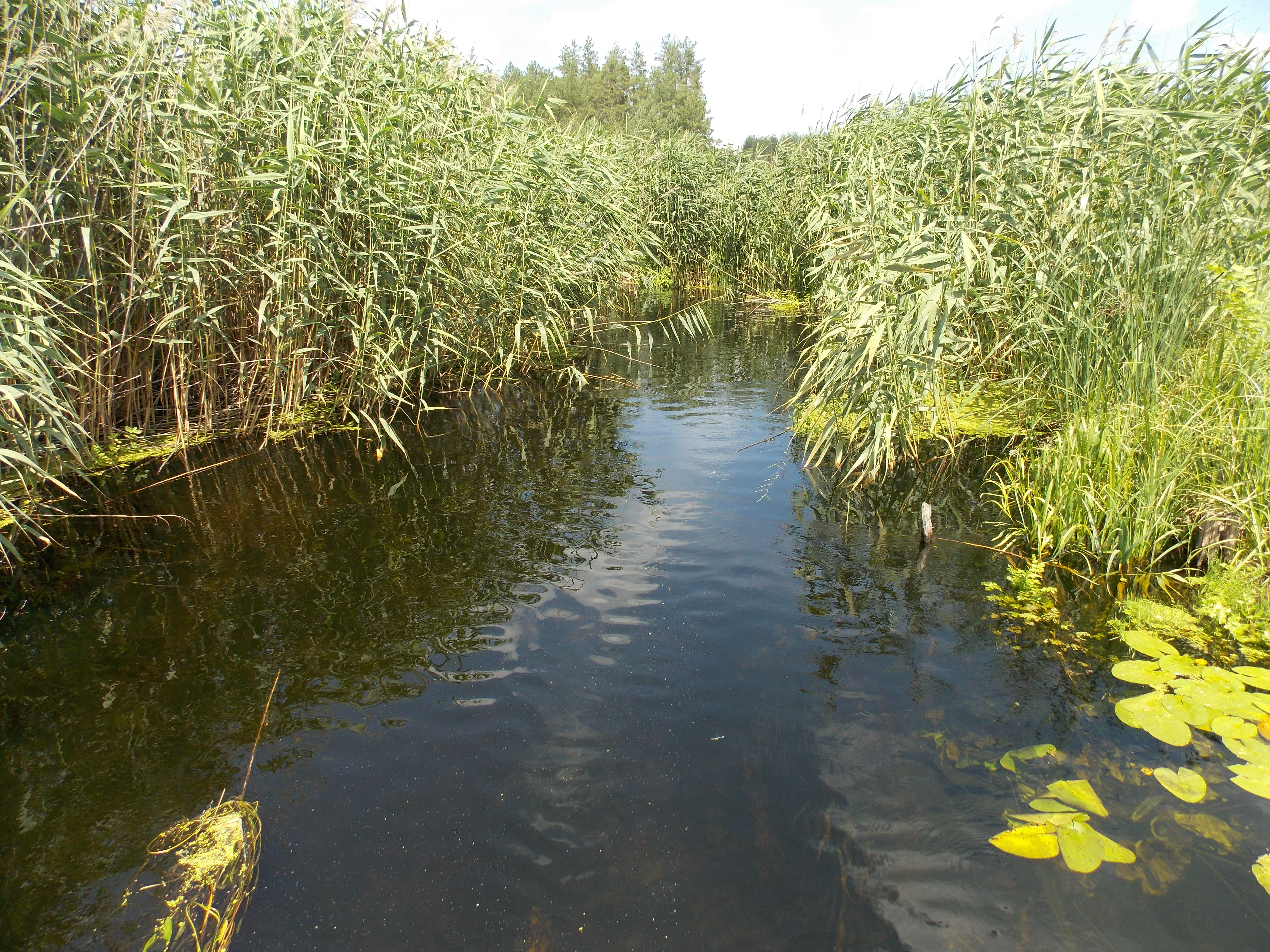
Мерло в районі села Васьки Котелевського району

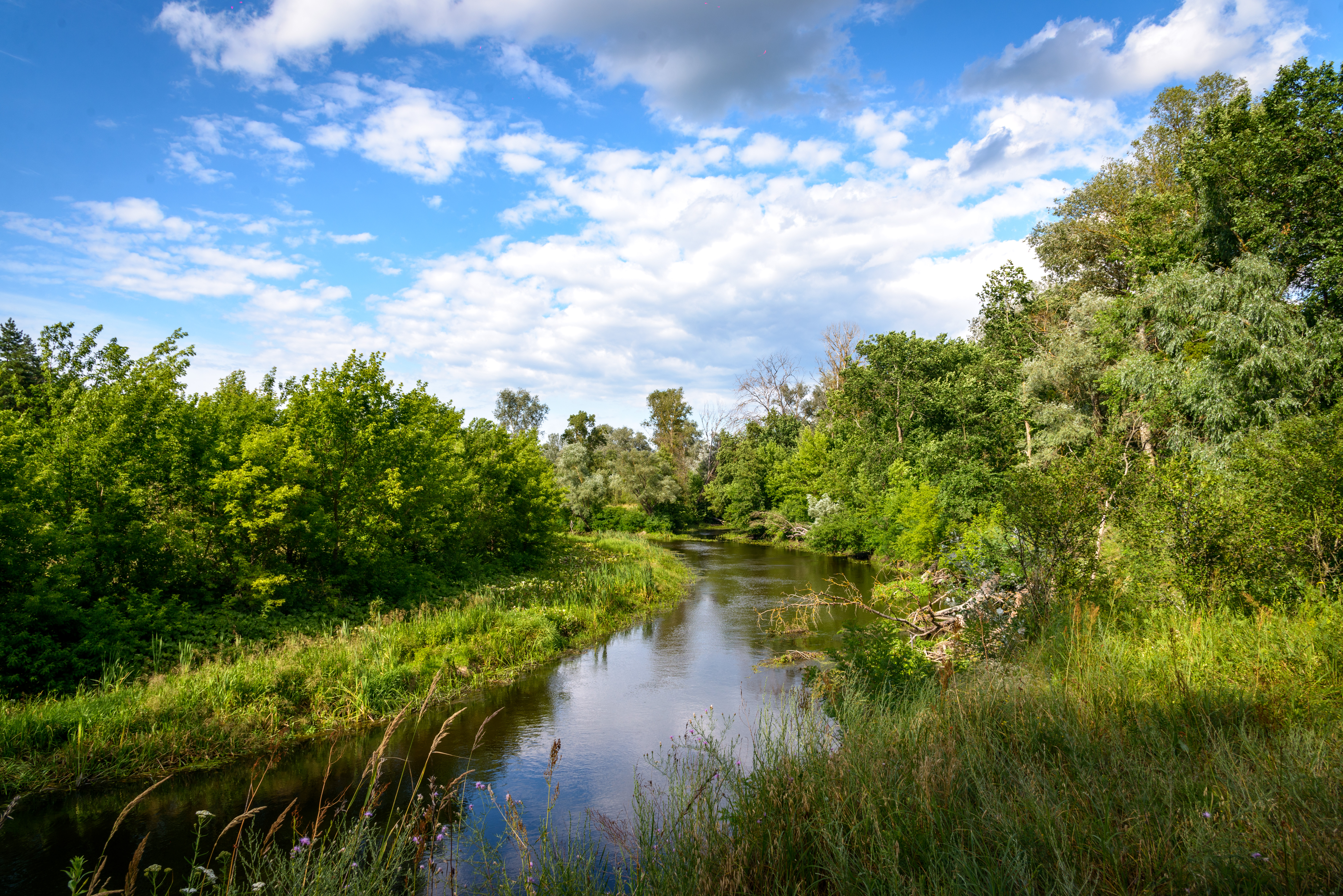
Мерла на території Лабурівського заказника

Витоки Мерли розташовані біля села Рясне. Тече переважно на південний захід. Впадає до Ворскли на південний захід від села Шевченкове. Неподалік від впадіння Мерли у Ворсклу розташований Лабурівський орнітологічний заказник. У Краснокутській селищній громаді на берегах річки розташований Слобожанський національний природний парк.
Мерла — одна з найбільших річок на заході Харківської області. На правому березі річки розташовані міста Богодухів та Краснокутськ.
Колись Мерла була повноводна — по ній навіть ходили козацькі чайки, але з часом вона обміліла. Лише весною річка іноді розливається і виходить із берегів, що призводить до підтоплення ближніх поселень та пасовищ.
Річка Мерла — одна з найбільших річок західної частини Харківської області.

## Екологія
Мерла дуже забруднена, особливо біля смт Гути. В річку потрапляють багато відстоїв, особливо з міста Богодухів. У 2014 році на річці загинуло багато риби: білуга, короп, карась та багато іншої риби.
Проте у Мерлі водиться дрібна риба, водяні щури, жаби. Останнім часом з Ворскли прийшли бобри. Колись тут були і черепахи.
У річці водяться бобри, жаби та черепахи. Дуже часто помічають погризену бобрами кору дерев, особливо біля смт Гути та луками біля селища.

## Етимологія
Течія води дуже повільна. Це типова дрібна рівнинна річка, що тече серед луків, тому нашим пращурам здавалося, що річка «мертва». Мерло (Мерл, Мерля, Мерла) — значить «мертва» від давньоруського «мерети» — вмирати. З того ж приводу її найбільша притока зліва названа Мерчик[джерело?].

## Історія
У 1709 році по річці Мерла проходила бойова лінія шведських і московських військ. Недалеко від Краснокутська (поблизу села Городнє) відбулась битва московського царства зі шведами.

## Притоки

### Праві

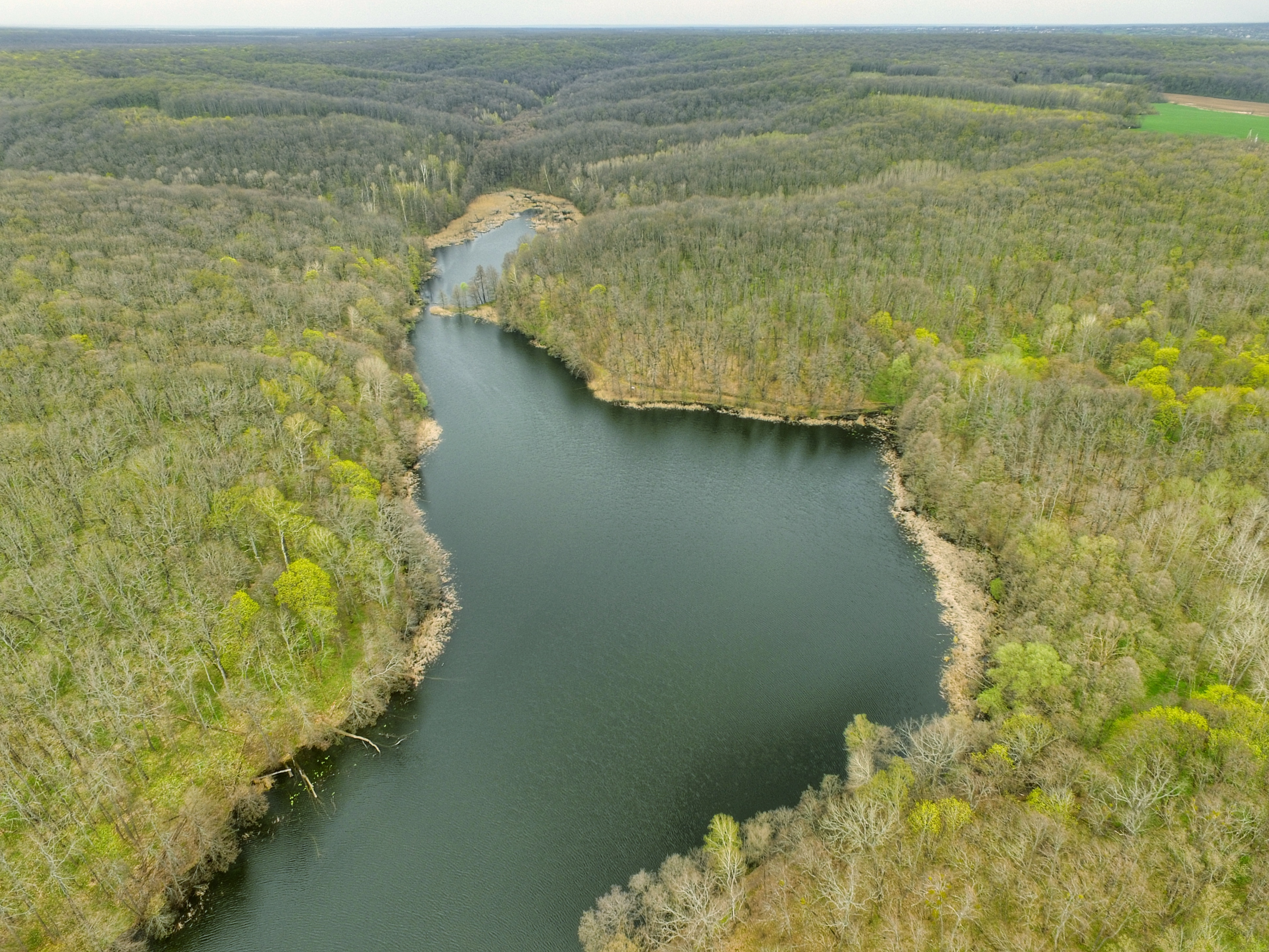
Чернещинський заказник в яру Вільшанка

- Яр Бондарева - протікає у Золочівській селищній громаді, впадає у Мерлу у селі Рясне[1]
  - Яр Довгий - ліва притока яру Бондарева
- Ломакіна - річка у Золочівській громаді, тече з північного заходу на південний схід через село Писарівка, у цьому ж селі впадає у Мерлу[2].
- Балка Скалозубова[1] (Малижинка)[2]
- Балка Поповка (Сінянка)[2]
- Яр Перевозний - протікає у Богодухівській громаді, впадає у Мерлу на західній околиці села Пісочин[1]
- Яр Мельків - протікає у Богодухівській громаді, впадає у Мерлу у селі Шийчине[1]
- Яр Руднів[1]
- Стрілиця - протікає у Богодухівській громаді через село Полкова Микитівка[3]
- Яр Волковий - протікає у Богодухівській громаді, бере початок на північному заході від села Полклва Микитівка, тече на південний захід і впадає у Мерлу на південному заході від того ж села [4]
- Яр Козіївський[4]
- Яр Вільшанка - протікає у Краснокутській селищній громаді, впадає в Мерлу у селі Чернетчина.[4] У яру розташований Чернещинський заказник
  - Яр Пантин - права притока яру Вільшанка, впадає на північно-західній околиці села Чернещина.

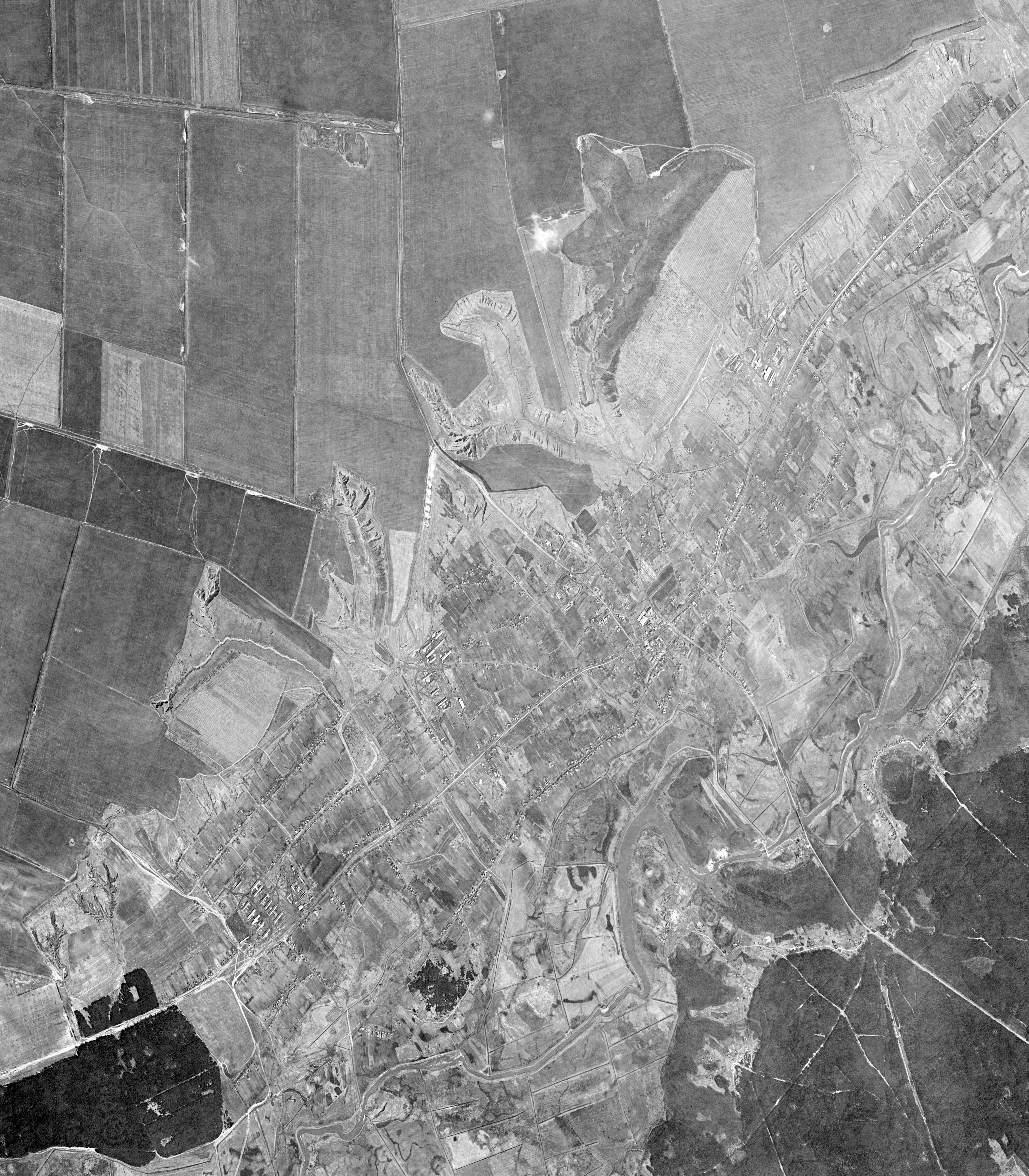
Знімок з американського розвідувального супутника 1979 рік, річка Мерла, балки Кругла і Сливчина у селі Колонтаїв

- Балка Кругла - протікає у Краснокутській громаді, впадає в Мерлу у селі Колонтаїв.[4]
- Балка Сливчина - протікає у Краснокутській громаді, впадає в Мерлу у селі Колонтаїв.[4]
- Синянка - права притока у Полтавській області[5]

### Ліві
- Балка Величкова - протікає у Золочівській громаді, впадає у Мерлу у селі Писарівка[1]
- Балка Бабакова - протікає у Золочівській громаді, впадає у Мерлу у селі Писарівка[1]
- Балка Стенька - протікає у Золочівській громаді, впадає у Мерлу у селі Писарівка[1]
- Яр Кломів - протікає у Золочівській громаді, впадає у Мерлу південніше села Писарівка[1]
- Яр Восковий - протікає у Золочівській громаді, впадає у Мерлу у між селами Писарівка і Мерло[1]
- Балка Головатого - протікає у Богодухівській громаді, впадає у Мерлу у селі Мерло[1]
- Яр Жолобок[6]
- Яр Бабка - протікає у Богодухівській громаді, впадає у Мерлу у селі Заброди[6]
- Яр Носиків - протікає у Богодухівській громаді, впадає у Мерлу на західній околиці села Заброди[6]
- Яр Бирка - протікає у Богодухівській громаді через село Воскобійники, впадає у Мерлу у селі Новоселівка[6]
- Крисинка[6]
- Яр Козин[6]
- Яр Семенів[6]
- Мерчик
- Долина Дідова - протікає у Краснокутській громаді, бере початок на півдні від села Качалівка, тече спочатку на північ, потім на північний захід і впадає у Мерлу на околиці села Павлюківка[4]
- Долина Липова - протікає у Краснокутській громаді через східну частину села Карайкозівка, впадає у Мерлу між селами Павлюківка і Любівка[4]
- Балка Бабачка - протікає у Краснокутській громаді, бере початок у селі Ковальчуківка, тече переважно на північний захід і впадає у Мерлу у селі Любівка[4]
- Грузька
- Колонтаїв
- Бистра - рукав у Великорублівській сільській громаді простягається від села Мар'їне до села Лихачівка[4]
- Балка Труханівка[4][7]
- Балка Ризникова - балка у басейні Мерли у Великорублівській громаді, починається на сході від села Терни, тече на північний захід через це ж село[4]
- Микілка - річка у Великорублівській громаді. Бере початок у селі Микілка, тече переважно на схід і впадає у Мерлу у селі Шевченкове[4][8]
- Івани - ліва притока у колишньому Богодухівському районі[9]
- Краска - ліва притока у колишньому Богодухівському районі[10]

## Населені пунки вздовж берегової лінії
Харківська область: Рясне, Писарівка, Мерло, Філатове, Шигимажине, Заброди, Пісочин, Шийчине, Москаленки, Заозерне, Лозова, Богодухів, Мусійки, Семенів Яр, Павлівка, Кручик, Губарівка, Гути, Полкова Микитівка, Городнє, Ченещина, Краснокутськ, Петрівське, Павлюківка, Любівка, Колонтаїв, Зубівка, Комарівка, Капранське.
Полтавська область: Мар'їне, Мала Рублівка, Велика Рублівка, Дем'янівка, Лихачівка, Васьки, Шевченкове.

## Примітки

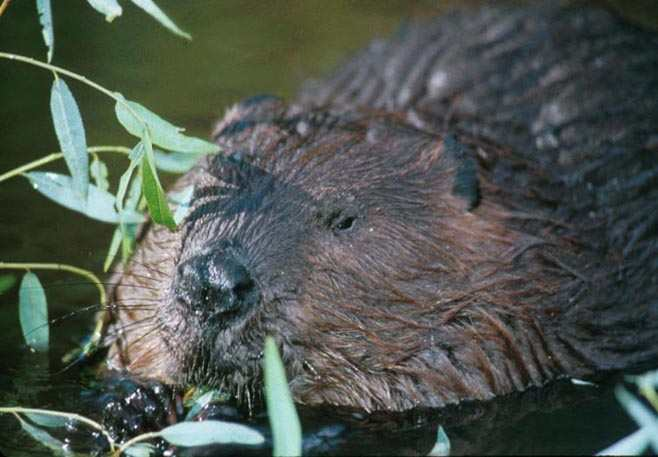
Бобер. Тепер одна із типових тварин у Мерлі.